# Democratici di Catalogna
I Democratici di Catalogna (in catalano: Demòcrates de Catalunya) sono un partito politico spagnolo che sostiene l'indipendenza della Catalogna.
Si è costituito nel luglio 2015, come scissione della fazione indipendentista del partito Unione Democratica di Catalogna. Poco dopo la sua nascita, il partito ha concorso alle elezioni parlamentari catalane del 2015 all'interno della lista Junts pel Sí e alle generali spagnole dello stesso anno insieme a Convergenza, nella lista Democrazia e Libertà.
Nel 2017, i Democratici hanno stretto un accordo elettorale con ERC in vista delle elezioni del 21 dicembre, indette da Mariano Rajoy; il partito è riuscito a far eleggere due deputati, che siedono nel gruppo parlamentare repubblicano.

## Ideologia
I Democratici iscrivono tra i valori fondanti del partito l'indipendenza, i diritti civili e sociali, un'economia solidale, una vita pubblica fondata sull'etica civica e su un radicalismo democratico.
Il Manifesto del partito assume l'esistenza di tre culture politiche nel proprio seno: il personalismo cristiano (già ideologia fondante del partito-madre UDC), il liberalismo sociale e la socialdemocrazia.
Il partito trae ispirazione per la propria trasversalità dal Partito Democratico statunitense. Il simbolo, d'altronde, ripropone il logo dei Liberals arricchito da una stella e quattro barre, richiamo alla Estelada.
In coerenza coi postulati del radicalismo democratico, il partito non ha militanti o dirigenti, bensì volontari (gli iscritti) e portavoce (i rappresentanti eletti nelle istituzioni). Il leader de facto dei Democratici è il deputato Antoni Castellà, tra i fautori della scissione da UDC.
Il partito ha assunto una posizione peculiare all'interno del mondo indipendentista a partire dal 2017: in controtendenza rispetto a PDeCAT prima e a Esquerra poi, i Democratici hanno in più occasioni riconosciuto l'effettiva validità della dichiarazione di indipendenza del 27 ottobre 2017, in virtù della quale Puigdemont sarebbe Presidente Provvisorio della Repubblica; in virtù di questa assunzione, il partito preme per un'attitudine unilaterale e di disobbedienza civile totale, al fine di completare lo scontro con la Spagna e ottenere l'indipendenza. Castellà fu tra i più veementi sostenitori della dichiarazione di indipendenza, nelle ore del 26 ottobre in cui il governo Puigdemont era diviso sul da farsi.
Per il contrasto tra la radicalità delle proposte sull'indipendenza e il carattere centrista delle politiche economiche e sociali, i Democratici vengono sovente rinominati come "la CUP moderata".

## Risultati elettorali
| Elezione      | Voti                               | %                               | Seggi              | Seggi          |
| ------------- | ---------------------------------- | ------------------------------- | ------------------ | -------------- |
| Generali 2015 | 567.253 (con Democrazia e Libertà) | 2.25 (con Democrazia e Libertà) | 1 / 350 Congresso  | 1 / 265 Senato |
| Catalane 2017 | 935 861 (con ERC)                  | 21.38 (con ERC)                 | 2 / 350 Parlamento |                |